# Philipe Sampaio
Philipe Sampaio Azevedo (São Paulo, São Paulo, 11 de noviembre de 1994) es un futbolista profesional brasileño que juega como defensa para el Atlético Goianiense, de la Serie A de Brasil. 

## Biografía
Nacido en São Paulo, Sampaio es graduado de las canteras del Santos FC, que lo prestó en 2014 al Paulista Futebol Clube en el Campeonato Paulista.
El 24 de julio de 2014, viajó a Portugal para realizar una prueba en el Boavista Futebol Clube, que resultó exitosa, con el fichaje del joven de 19 años por tres temporadas.
El 3 de julio de 2017, firmó un contrato de cuatro años con el Ajmat Grozni. Fue liberado por Ajmat el 3 de julio de 2018.
El 21 de agosto de 2018 regresó a Portugal, fichando por el Clube Desportivo Feirense. Un año después, se mudó al Clube Desportivo de Tondela con un contrato de dos años.
El 1 de julio de 2020, firmó un contrato de cuatro años con el club EA Guingamp de la Ligue 2 por costos no revelados.
El 9 de marzo de 2022, regresó a Brasil y firmó un contrato de tres años con el Botafogo de Futebol e Regatas.

## Clubes
| Club                         | País     | Año       | Partidos | Goles |
| ---------------------------- | -------- | --------- | -------- | ----- |
| Santos F. C.                 | Brasil   | 2013-2014 | 0        | 0     |
| Paulista F. C. (cedido)      | Brasil   | 2014      | 2        | 0     |
| Boavista F. C.               | Portugal | 2014-2017 | 68       | 2     |
| Ajmat Grozni                 | Rusia    | 2017-2018 | 15       | 1     |
| C. D. Feirense               | Portugal | 2018-2019 | 14       | 2     |
| C. D. Tondela                | Portugal | 2019-2020 | 23       | 2     |
| E. A. Guingamp               | Francia  | 2020-2022 | 44       | 2     |
| Botafogo                     | Brasil   | 2022-     | 45       | 1     |
| RWDM (cedido)                | Bélgica  | 2024      | 5        | 0     |
| Atlético Goianiense (cedido) | Brasil   | 2024-     | 1        | 0     |